# Lentistivalius mjoebergi
Lentistivalius mjoebergi är en loppart som först beskrevs av Jordan 1926.  Lentistivalius mjoebergi ingår i släktet Lentistivalius och familjen Stivaliidae. Inga underarter finns listade i Catalogue of Life.